# Bradley McGee
Bradley John McGee (Sydney, 24 febbraio 1976) è un dirigente sportivo, ex ciclista su strada e pistard australiano.
Su pista ha vinto cinque medaglie olimpiche, tra cui quella d'oro nell'inseguimento a squadre ai Giochi di Atene 2004, e due titoli mondiali nell'inseguimento, uno a squadre e uno individuale. Professionista su strada dal 1998 al 2008, vinse due tappe al Tour de France e una al Giro d'Italia, vestendo la maglia di leader in tutti e tre i Grandi Giri. Dopo il ritiro è stato direttore sportivo del team Saxo Bank-Sungard.

## Carriera

### Gli esordi e le vittorie su pista
Originario di Wentworthville, sobborgo di Sydney, quarto di quattro fratelli, iniziò a praticare ciclismo a livello agonistico nel 1986, all'età di dieci anni. Come molti connazionali iniziò con l'attività su pista, e presto si specializzò nell'inseguimento: tra gli Juniores vinse tre titoli mondiali (uno nel 1993 e due nel 1994), facendo inoltre segnare, nel 1993, il record del mondo Under-19 di inseguimento individuale sulla distanza dei 3000 m.
Appena ventenne nel 1996 partecipò ai Giochi olimpici di Atlanta, conquistando la medaglia di bronzo sia nell'inseguimento individuale che in quello a squadre. Nel 2000 ai Giochi di Sydney fu medaglia di bronzo nell'inseguimento individuale (con il quartetto fu invece eliminato ai quarti di finale dalla Germania); quattro anni dopo ad Atene conquistò finalmente l'oro olimpico nell'inseguimento a squadre, in quartetto con Graeme Brown, Brett Lancaster e Luke Roberts, oltre all'argento nell'inseguimento individuale. L'oro olimpico gli valse nel 2005 la Medaglia dell'Ordine dell'Australia.
Su pista fece suoi anche il titolo mondiale di inseguimento a squadre nel 1995 a Bogotà e quello di inseguimento individuale nel 2002 a Copenaghen; tornerà sul podio iridato nel 2008 come componente del quartetto australiano medaglia di bronzo mondiale. In evidenza anche ai Giochi del Commonwealth, conquistò cinque medaglie d'oro, due nel 1994 a Victoria ancora da Junior, due nel 1998 a Kuala Lumpur (in entrambi i casi sia nell'inseguimento individuale che a squadre) e una nel 2002 a Manchester nell'inseguimento individuale.

### 1998-2008: i successi su strada
Passò professionista su strada a inizio 1998 con la squadra francese Française des Jeux, rimanendovi per dieci stagioni, fino a fine 2007. Specialista delle gare a cronometro, nel 1999 vinse le sue prime corse, il cronoprologo al Tour de Normandie e due tappe, di cui una contro il tempo, al Tour de l'Avenir; nel 2001 fu secondo in una tappa in linea del Tour de France, anticipato dal compagno di fuga Jens Voigt. Nel 2002 arrivò la consacrazione, quando, dopo aver vinto il prologo del Critérium du Dauphiné Libéré, si aggiudicò la settima tappa del Tour de France anticipando Pedro Horrillo e il gruppo allo sprint. Nella Grande Boucle vinse anche il cronoprologo dell'edizione 2003 a Parigi, vestendo per tre giorni la maglia gialla; sempre nel 2003 fece sue la cronometro del Giro di Svizzera e una tappa in linea al Giro dei Paesi Bassi.
Nel 2004 vinse il prologo del Tour de Romandie, la cronometro iniziale del Giro d'Italia, che gli permise di vestire per un giorno la maglia rosa (concluderà la corsa all'ottavo posto in classifica generale, miglior piazzamento per lui in un Grande Giro), e una frazione e la classifica finale della Route du Sud. Nel 2005 si aggiudicò il Grand Prix de Villers-Cotterêts e una tappa in linea al Giro di Svizzera; dopo aver corso il Tour de France sfiorando il successo sui Campi Elisi, a fine agosto grazie ai piazzamenti fu per quattro giorni in maglia oro alla Vuelta a España, diventando così il primo australiano a vestire la maglia di leader in tutti e tre i Grandi Giri.
Nel 2006 prese parte al Giro d'Italia, arrivando secondo dietro a Paolo Savoldelli nella prologo di Seraing. Si ritirò dall'attività al termine della stagione 2008, corsa in maglia Team CSC, dopo undici stagioni e diciassette vittorie su strada da professionista.

## Dopo il ritiro
A partire dal 2009 assunse la carica di direttore sportivo del Team Saxo Bank (ex CSC) affiancando Bjarne Riis. Nel dicembre 2012 ha lasciato la Saxo Bank per assumere il ruolo di Head Coach per il New South Wales Institute of Sports, in Australia; è poi divenuto anche Road Director per la Federciclismo australiana. Nel 2017 è stato inserito nella Sport Australia Hall of Fame.

## Palmarès

### Strada
- 1999 (Française des Jeux, tre vittorie)

Prologo Tour de Normandie (Mondeville > Mondeville, cronometro)
3ª tappa Tour de l'Avenir (Saint-Brevin-les-Pins > Pornic, cronometro)
10ª tappa Tour de l'Avenir (Sauveterre-de-Béarn > Saint-Jean-de-Luz)
- 2000 (Française des Jeux, una vittoria)

7ª tappa, 1ª semitappa Herald Sun Tour (Bright > Bright, cronometro)
- 2001 (Française des Jeux, due vittorie)

4ª tappa Grand Prix du Midi Libre (Pont-du-Gard > Laissac)
2ª tappa, 2ª semitappa Route du Sud (Castres > Castres, cronometro)
- 2002 (Française des Jeux, due vittorie)

Prologo Critérium du Dauphiné Libéré (Lione > Lione, cronometro)
7ª tappa Tour de France (Bagnoles-de-l'Orne > Avranches)
- 2003 (Fdjeux.com, tre vittorie)

8ª tappa Tour de Suisse (Gossau > Gossau, cronometro)
Prologo Tour de France (Parigi > Parigi, cronometro)
6ª tappa Ronde van Nederland (Sittard-Geleen > Landgraaf)
- 2004 (Fdjeux.com, quattro vittorie)

Prologo Tour de Romandie (Ginevra > Ginevra, cronometro)
Prologo Giro d'Italia (Genova > Genova, cronometro)
3ª tappa Route du Sud (Loures-Barousse > Sarp, cronometro)
Classifica generale Route du Sud
- 2005 (Française des Jeux, due vittorie)

Grand Prix de Villers-Cotterêts
3ª tappa Tour de Suisse (Abtwil > St. Anton am Arlberg)

#### Altri successi
- 2005 (Française des Jeux)

Classifica a punti Tour de Suisse

### Pista
- 1993 (Juniores)

Campionati del mondo, Inseguimento individuale Juniores
- 1994 (Juniores)

Campionati del mondo, Inseguimento individuale Juniores
Campionati del mondo, Inseguimento a squadre Juniores (con Ian Christison, Grigg Homan e Luke Roberts)
Giochi del Commonwealth, Inseguimento individuale
Giochi del Commonwealth, Inseguimento a squadre (con Brett Aitken, Stuart O'Grady e Tim O'Shannessey)
- 1995

Campionati australiani, Inseguimento individuale
Campionati australiani, Inseguimento a squadre
Campionati del mondo, Inseguimento a squadre (con Rodney McGee, Stuart O'Grady e Tim O'Shannessey)
- 1997

Campionati australiani, Inseguimento individuale
Campionati australiani, Inseguimento a squadre
4ª prova Coppa del mondo, Inseguimento individuale (Quartu Sant'Elena)
- 1998

Giochi del Commonwealth, Inseguimento individuale
Giochi del Commonwealth, Inseguimento a squadre (con Brett Lancaster, Luke Roberts, Michael Rogers e Timothy Lyons)
- 2002

Campionati del mondo, Inseguimento individuale
Giochi del Commonwealth, Inseguimento individuale
- 2004

3ª prova Coppa del mondo, Inseguimento individuale (Manchester)
Giochi olimpici, Inseguimento a squadre (con Graeme Brown, Brett Lancaster e Luke Roberts)
- 2008

3ª prova Coppa del mondo 2007-2008, Inseguimento a squadre (Los Angeles, con Jack Bobridge, Peter Dawson e Mark Jamieson)

## Piazzamenti

### Grandi Giri
- Giro d'Italia

2000: 127º
2004: 8º
2006: ritirato (10ª tappa)
2008: ritirato (3ª tappa)
- Tour de France

2001: 83º
2002: 109º
2003: 133º
2004: ritirato (5ª tappa)
2005: 105º
- Vuelta a España

2005: ritirato (12ª tappa)
2007: ritirato (9ª tappa)

### Classiche monumento
- Milano-Sanremo

2000: ritirato
2004: 93º
2005: 65º
2006: 109º
- Giro delle Fiandre

2004: ritirato
- Liegi-Bastogne-Liegi

2003: ritirato

### Competizioni mondiali
- Campionati del mondo su strada

Valkenburg 1998 - Cronometro Elite: 20º
Valkenburg 1998 - In linea Elite: ritirato
Verona 1999 - Cronometro Elite: 31º
Verona 1999 - In linea Elite: ritirato
Zolder 2002 - In linea Elite: ritirato
Verona 2004 - Cronometro Elite: 25º
Salisburgo 2006 - In linea Elite: ritirato
- Campionati del mondo su pista

Bogotá 1995 - Inseguimento a squadre: vincitore
Bogotá 1995 - Inseguimento individuale: 8º
Ballerup 2002 - Inseguimento individuale: vincitore
Manchester 2008 - Inseguimento individuale: 5º
Manchester 2008 - Inseguimento a squadre: 3º
- Giochi olimpici

Atlanta 1996 - Inseguimento individuale: 3º
Atlanta 1996 - Inseguimento a squadre: 3º
Sydney 2000 - Inseguimento individuale: 3º
Sydney 2000 - Inseguimento a squadre: 8º
Atene 2004 - Inseguimento individuale: 2º
Atene 2004 - Inseguimento a squadre: vincitore
Pechino 2008 - Inseguimento individuale: 9º
Pechino 2008 - Inseguimento a squadre: 4º
- Giochi del Commonwealth

Victoria 1994 - Inseguimento individuale: vincitore
Victoria 1994 - Inseguimento a squadre: vincitore
Kuala Lumpur 1998 - Inseguimento individuale: vincitore
Kuala Lumpur 1998 - Inseguimento a squadre: vincitore
Manchester 2002 - Inseguimento individuale: vincitore